# 19524 Acaciacoleman
19524 Acaciacoleman (1998 YB7) là một tiểu hành tinh vành đai chính được phát hiện ngày 23 tháng 12 năm 1998 bởi E. Sheridan ở Crescent Butte Observatory.